# Denise Kikou Gilliand
Denise Kikou Gilliand, ou Denise Gilliand, est une réalisatrice et médium suisse, née le 23 octobre 1964 à Lausanne.

## Biographie
Denise Kikou Gilliand naît le 23 octobre 1964 à Lausanne, en Suisse. Son père est le sociologue Pierre Gilliand.
Elle passe son enfance à Maracon et grandit dans un milieu de militants gauchistes, socialement très engagés[réf. nécessaire]. Dès l'adolescence, elle se sent une affinité particulière avec Carl Gustav Jung, les archétypes, l'inconscient collectif et les phénomènes de synchronicité la fascinent[réf. nécessaire]. À l'âge de 16 ans, elle part à l'aventure au Mexique, où elle travaille comme barman puis mannequin et découvre à la fois le monde des chamanes guérisseurs, notamment le Jour des morts, et celui du cinéma, qui deviendra son premier métier.
Elle est mariée depuis 1998 au journaliste radio Alain Maillard,.

### Réalisatrice
En 1985, elle obtient son diplôme de réalisatrice à l'Istituto di Scienze Cinematografiche de Florence en Italie. De retour en Suisse, elle écrit, réalise, et supervise de nombreux films de commande. En 1989, une campagne audiovisuelle de prévention du sida lui fait découvrir la profondeur de la souffrance qu’il peut y avoir derrière l’exclusion.
Son premier long métrage de création Mon père, cet ange maudit sort en 1994, Denise Gilliand a alors 30 ans. Elle racontera aussi l'histoire de ce gangster condamné à perpétuité devenu peintre en prison dans un livre publié en 2002, Gangsterino. En réalisant Mon père cet ange maudit puis Femmes du No Future et Les bas-fonds, film nommé pour le prix du cinéma suisse, elle prend conscience de la puissance de l’art comme outil de rebond.
Elle fonde alors, le 23 octobre 1999, l'association « Rebond'Art » dont le but est de soutenir des projets culturels réalisés avec des personnes démunies et en assume la présidence.
En 2007, afin d’approfondir encore cette démarche, elle dirige et anime elle-même un atelier cinéma en prison. La même année, elle prend la direction de « Œil Ouvert » où elle produit et réalise en 2008 son huitième long métrage documentaire Article 43 qui reçoit deux distinctions. Parallèlement, Denise Gilliand passe à la fiction. Elle développe avec PCT cinéma télévision La violence du double, un psychodrame sur la schizophrénie et la gémellité.
Ses films, diffusés au cinéma et sur plusieurs chaînes de télévisions, sont fréquemment utilisés dans les écoles, réseaux associatifs et institutions pour débattre de questions sociales.[réf. nécessaire]
Dès 2001, elle explore l'invisible et l'immatériel[réf. nécessaire]. Deux films et un livre en émergent : NDE Aux frontières de la mortet Médiums, d'un monde à l'autre.

### Médium
Elle étudie deux ans à partir de 2005 dans l'école de médiumnité Fréquences à Neuchâtel, puis fonde en 2012 à Lausanne avec une autre photographe et médium son propre lieu de formation, L'Atelier Infini.
La même année, elle lance des séances de guérisons publiques en Suisse romande[source insuffisante].

## Filmographie
- 1994 : Mon père, cet ange maudit. Elle part à la découverte de son vrai père, un gangster condamné à perpétuité[8],[9].
- 1996 : Femmes du No Future. Elles étaient punks, comment ont-elles survécu à l'autodestruction[10] ?
- 1997 : Alain comme les autres, les chiffonniers Emmaüs. Des communautés ouvertes à tous les « cabossés de la vie » (l'abbé Pierre)[11].
- 1998 : Heidi forever. Comment la petite Suissesse de roman est devenue un mythe planétaire.
- 2000 : Les bas-fonds. De la misère à la dignité retrouvée: des sans-abri parisiens deviennent comédiens[2],[12].
- 2000 : Tempo. La métamorphose du corps d'une femme enceinte.
- 2002 : Aux frontières de la mort. N.D.E.. Ils ont frôlé la mort et en sont revenus transformés[13].
- 2006 : L'école qui fait aimer l'école. Pour changer le monde : une école autrement...
- 2008 : Article 43. Des détenus deviennent cinéastes le temps d'un film[14],[15]. Mention spéciale au Festival Visions du réel 2008[16]
- 2011 : Médiums, d’un monde à l’autre. Y a-t-il une vie après la mort ? Le défi qu’une médium guérisseuse a lancé aux incrédules en pratiquant son don devant la caméra. Durée : 1 h 6[17],[18]

## Ouvrages
- Gangsterino, 2002Quand la peinture permet à un criminel endurci de se réhabiliter.
- Médiums, d'un monde à l'autre, Éditions Favre, 2011[19]
- L'au-delà sans peur, Éditions Favre, 2017[20]
- La voie de la tortue. Etre et donner, Éditions Favre, 2020[21]
- Le guide de médiumnité. Manuel pédagogique complet, théorique et pratique, sur la médiumnité créative, de contact et guérissante, Éditions Favre, 2021[22]